# San Lorenzo in Bascio
San Lorenzo in Bascio, även benämnd Sancti Laurentii de Bascis, var en kyrkobyggnad i Rom, helgad åt den helige martyren Laurentius. Kyrkan var belägen på Capitoliums sydsluttning, i närheten av Sant'Omobono och Santa Maria de Guinizo i Rione Ripa. Enligt den italienske historikern och arkeologen Mariano Armellini åsyftar tillnamnen ”Bascio” och ”Bascis” det italienska adjektivet basso (”låg”, ”nedre”), vilket indikerar att kyrkan var belägen lägre än den omgivande bebyggelsen. Enligt Ferruccio Lombardi syftar tillnamnen på den familj som innehade patronatsrätten över kyrkan.
San Lorenzo in Bascio var en av många mindre kyrkobyggnader i nuvarande södra Rione Ripa och norra Rione Testaccio.
Kyrkan San Lorenzo in Bascio revs på 1400-talet.

## Omnämningar i kyrkoförteckningar
| Katalog                      | År         | Benämning                          |
| ---------------------------- | ---------- | ---------------------------------- |
| Catalogo di Cencio Camerario | 1192       | sco. Laurentio de Bascio           |
| Il Catalogo Parigino         | cirka 1230 | s. Laurencius de Bascio            |
| Il Catalogo di Torino        | cirka 1320 | Ecclesia sancti Laurenti de Bascis |
| Il Catalogo del Signorili    | cirka 1425 | sci. Laurentii de Bascis           |